# Среда виртуальной реальности CAVE

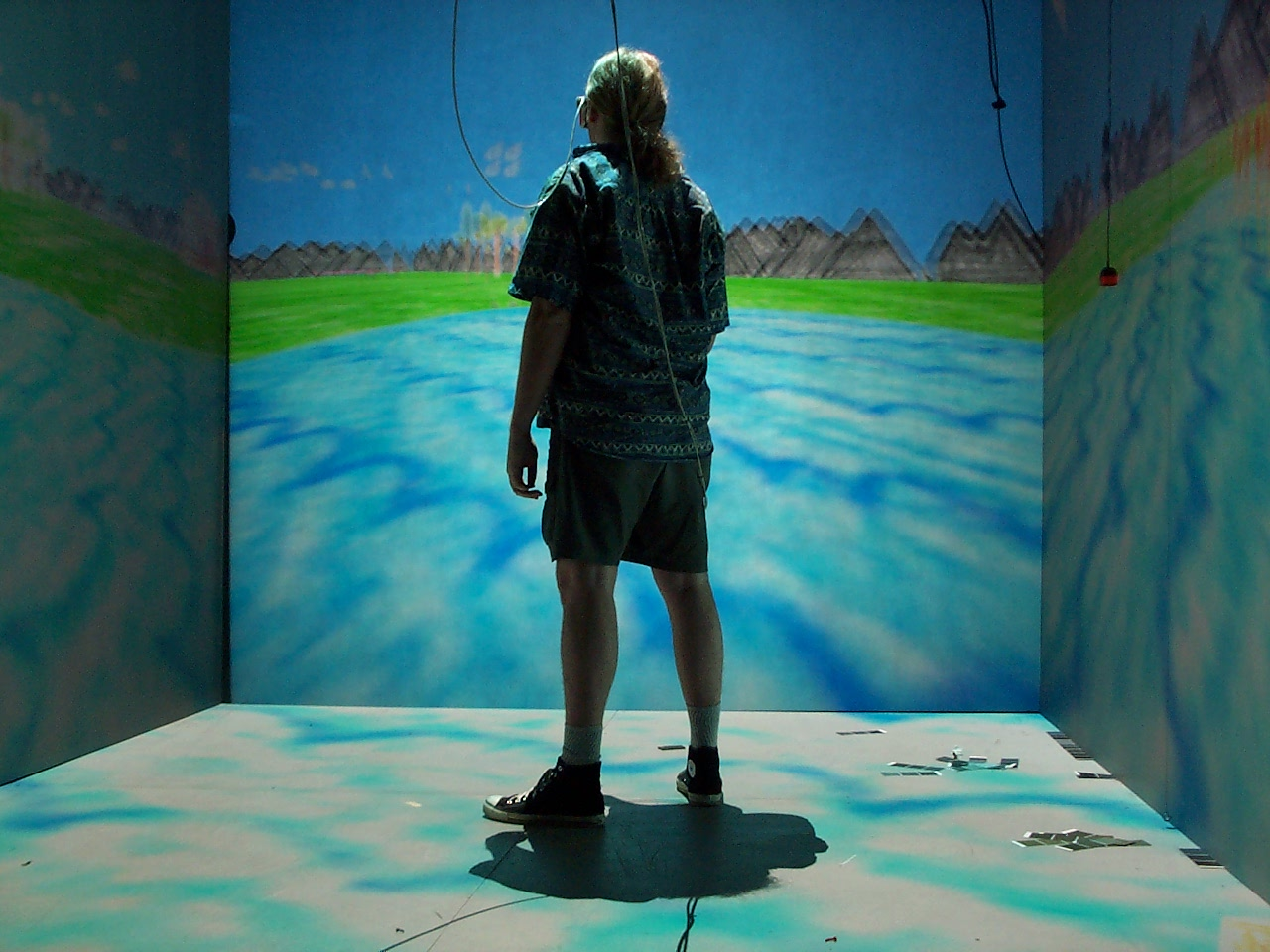
CAVE

Среда виртуальной реальности CAVE («пещера») — иммерсивная среда виртуальной реальности, в которой проекторы направлены на стены куба размером с комнату. Это название также отсылает к аллегории пещеры в «Государстве» Платона, в которой философ размышляет о восприятии, реальности и иллюзии.

## Основные характеристики
Первая виртуальная среда CAVE была изобретена Каролиной Круз-Нейрой, Дэниелом Дж. Сандином и Томасом А. Дефанти в Чикагской лаборатории электронной визуализации университета Иллинойса в 1992 году. CAVE обычно представляет собой видеотеатр, расположенный в большом помещении. Стены пещеры обычно состоят из экранов обратной проекции, однако плоские дисплеи становятся всё более распространёнными. Пол может быть экраном с проекцией вниз, проецируемым снизу экраном или дисплеем с плоской панелью. Проекционные системы имеют очень высокое разрешение из-за близкого расстояния просмотра, который требует очень малых размеров пикселей для сохранения иллюзии реальности. Пользователь носит 3D-очки внутри пещеры для восприятия трёхмерной графики, генерируемой системой. Люди, использующие систему CAVE, могут видеть объекты, явно плавающие в воздухе, и могут ходить вокруг них, воспринимая их как настоящие.
Первоначально это стало возможным благодаря электромагнитным датчикам, но затем они были заменены инфракрасными камерами. Каркас ранних пещер должен был быть построен из немагнитных материалов, таких как дерево, чтобы свести к минимуму помехи электромагнитным датчикам; переход на инфракрасное отслеживание устранил это ограничение. Движения пользователя пещеры отслеживаются датчиками, обычно прикреплёнными к 3D-очкам, и видео постоянно настраивается, чтобы сохранить перспективу зрителя. Компьютеры управляют как этим аспектом пещеры, так и звуковым аспектом. Обычно в пещере есть несколько динамиков, расположенных под разными углами, обеспечивая объёмный звук в дополнение к трёхмерному видео.

## Технология
Реалистичный визуальный дисплей создаётся проекторами, расположенными снаружи пещеры и управляемыми физическими движениями пользователя внутри пещеры. Система захвата движения записывает положение пользователя в реальном времени. Стереоскопические очки с жидкокристаллическим дисплеем передают трёхмерное изображение. Компьютеры моментально генерируют пару изображений, по одному для каждого глаза пользователя, на основе данных захвата движения. Поскольку проекторы расположены вне куба, часто используются зеркала для уменьшения расстояния от проекторов до экранов. Проекторы управляются одним или несколькими компьютерами. Кластеры настольных ПК популярны для запуска среды, по причине их высокой производительности при относительно низкой стоимости.
Доступны программное обеспечение и библиотеки, разработанные специально для приложений CAVE. Есть несколько методов рендеринга сцены. Сегодня используются три популярных графа сцены : OpenSG, OpenSceneGraph и OpenGL Performer. OpenSG и OpenSceneGraph имеют открытый исходный код.

## Приложения
Концепция оригинальной пещеры была повторно применена и в настоящее время используется в различных областях. Многие университеты владеют системами CAVE. Например, на Факультете психологии Московского государственного университета присутствует комната виртуальной реальности, сконструированная специалистами компании VE Group в 2006 году, — полноценная 4х-экранная среда CAVE, которая используется психологами, психофизиологами и другими специалистами МГУ для погружения человека в виртуальную реальность. Системы CAVE имеют и другие применения. Многие инжиниринговые компании используют их для улучшения разработки продукта. Среда позволяет создавать и тестировать прототипы деталей, разрабатывать интерфейсы и моделировать заводские компоновки без использования физических деталей. Таким образом, инженеры получают лучшее представление о функционировании устройства в целом. CAVE также используются при совместном планировании в строительстве. Также система применяется для повышения эффективности научных исследований, например, в исследовании посадки самолета F-16.
В октябре 2012 года командой EVL была создана среда CAVE2. В отличие от оригинальной среды CAVE, она основана на жидкокристаллических панелях.